# Некрасов, Владимир Петрович
Владимир Петрович Некрасов (1922—1993) — майор Советской Армии, участник Великой Отечественной войны, Герой Советского Союза (1945).

## Биография
Владимир Некрасов родился 14 января 1922 года в селе Вятское (ныне — Хабаровский район Хабаровского края). После окончания десяти классов школы работал фрезеровщиком на авторемонтном заводе в Хабаровске. В ноябре 1940 года Некрасов был призван на службу в Рабоче-крестьянскую Красную Армию. В 1943 году он окончил Бирмскую военную авиационную школу лётчиков. С сентября того же года — на фронтах Великой Отечественной войны.
К концу войны старший лейтенант Владимир Некрасов был командиром эскадрильи 483-го истребительного авиаполка 336-й истребительной авиадивизии 3-й воздушной армии 1-го Прибалтийского фронта. За время своего участия в ней он совершил 250 боевых вылетов, принял участие в 76 воздушных боях, сбив по одним данным — 21 вражеский самолёт лично и ещё 13 — в составе группы, а по другим — 19 личных и 1 групповая подтверждённые победы.
Указом Президиума Верховного Совета СССР от 18 августа 1945 года за «мужество и героизм, проявленные в боях» старший лейтенант Владимир Некрасов был удостоен высокого звания Героя Советского Союза с вручением ордена Ленина и медали «Золотая Звезда» за номером 7958.
После окончания войны Некрасов продолжил службу в Советской Армии. В 1945 году он окончил Липецкую высшую лётно-тактическую школу ВВС, в 1949 году — Тамбовские высшие лётные курсы ВВС. Участвовал в Корейской войне. В январе 1956 года в звании майора Некрасов был уволен в запас. Проживал и работал в Хабаровске, Жуковском, Быково Раменского района, Раменском. Скончался 13 августа 1993 года, похоронен на Новом кладбище Раменского.
Был также награждён двумя орденами Красного Знамени, орденом Александра Невского, двумя орденами Отечественной войны 1-й степени, орденами Отечественной войны 2-й степени и Красной Звезды, рядом медалей.